# Casa Arnold-Palmer
La Casa Arnold-Palmer es una casa histórica en 33 Chestnut Street en la ciudad de Providence, la capital del estado de Rhode Island (Estados Unidos). La casa de estilo federal fue construida en 1826 para el rico comerciante de Providence Daniel Arnold en un lugar en la parte superior de Westminster Street, donde era una de las cuatro casas casi idénticas cuyo diseño fue atribuido al destacado arquitecto local John Holden Greene por el conservacionista Norman Isham. Esta casa es la única de las cuatro que sigue en pie, ya que se trasladó a su ubicación actual en 1967 como parte del proyecto de remodelación urbana de Weybosset Hill.
La casa es una estructura de ladrillo, de dos pisos de altura y cinco tramos de ancho, con techo a cuatro aguas rematado por un pequeño monitor. Tiene cuatro chimeneas que se elevan desde sus paredes laterales exteriores. Su entrada central está flanqueada por ventanas laterales, rematada por una ventana de luneta y protegida por un pórtico sostenido por columnas jónicas emparejadas. La ventana sobre la entrada es una alteración de 1968 recuperada de una casa de época similar en Pawtucket. El interior ha conservado gran parte de su carpintería original, a pesar de los numerosos usos que ha tenido la casa.
La casa fue incluida en el Registro Nacional de Lugares Históricos en 1972.

## Galería

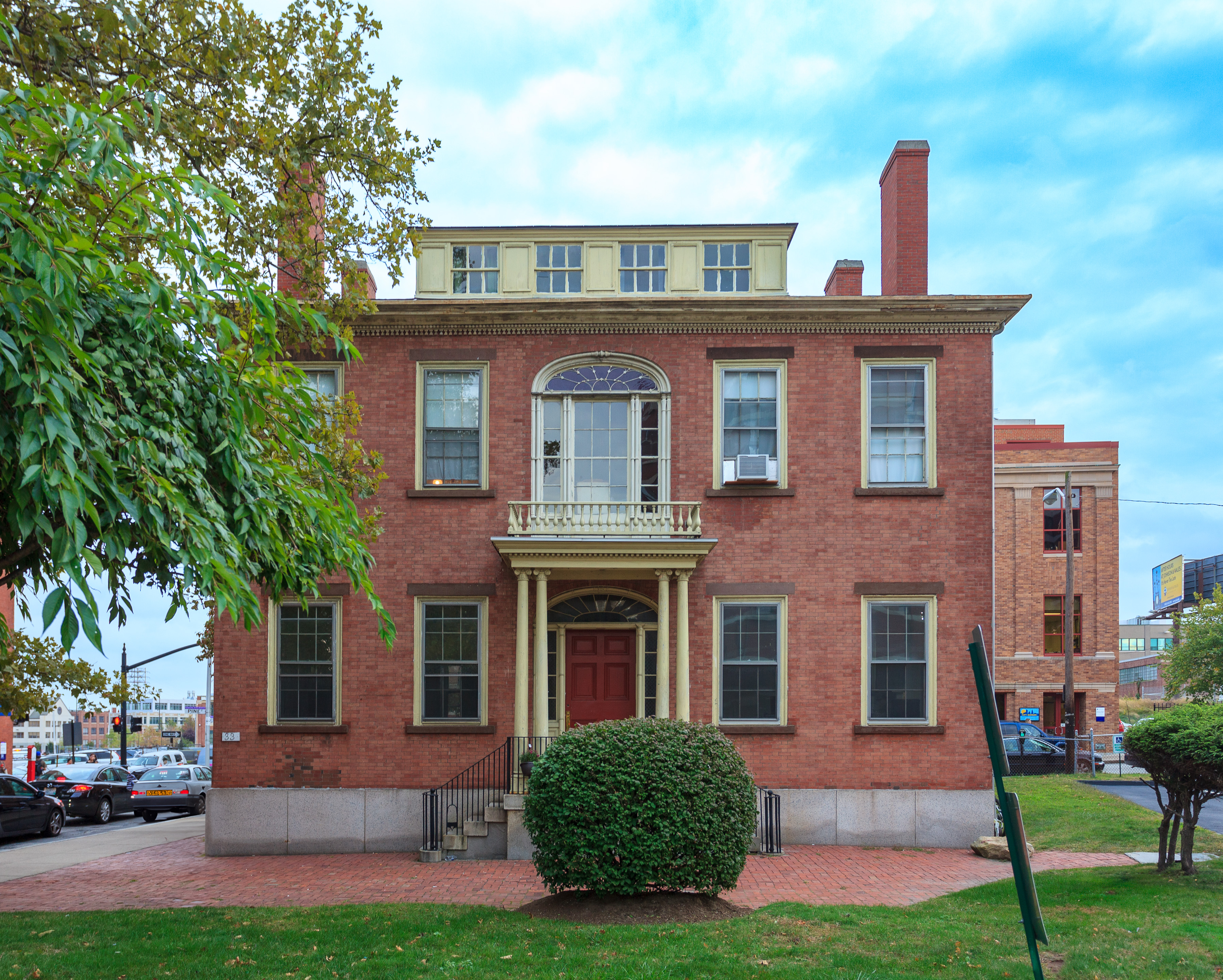
Vista frontal
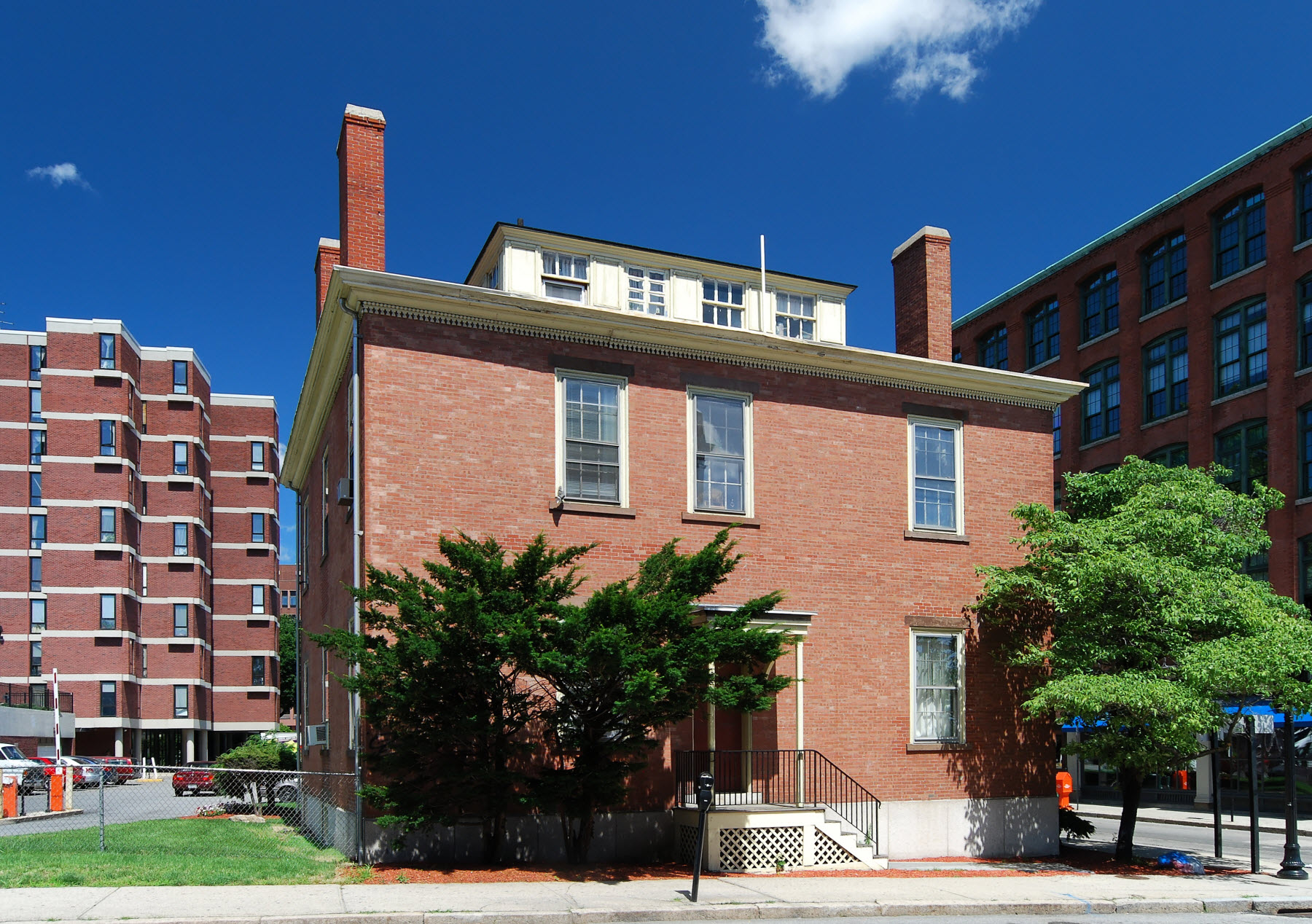
Vista lateral